# Lancaster (Teksas)
Lancaster – miasto w Stanach Zjednoczonych, w stanie Teksas, w hrabstwie Dallas.

## Demografia
Według przeprowadzonego przez United States Census Bureau spisu powszechnego w 2010 miasto liczyło 36 361 mieszkańców, co oznacza wzrost o 40,4% w porównaniu do roku 2000. Natomiast skład etniczny w mieście wyglądał następująco: Biali 20,4%, Afroamerykanie 68,7%, Azjaci 0,3%, pozostali 10,6%.